# 箭葉星蕨
箭葉星蕨（学名：Microsorium insigne）为水龍骨科星蕨屬下的一个种。

## 扩展阅读
- 維基物種上的相關：箭葉星蕨